# Colombia op de Olympische Zomerspelen 1960
Colombia nam deel aan de Olympische Zomerspelen 1960 in Rome, Italië. Ook de vijfde olympische deelname bleef zonder medailles. De eerste medaille zou pas in 1972 worden behaald.

## Resultaten en deelnemers per onderdeel

### Gewichtheffen
| Olympiër         | Discipline  | Resultaat | Prestatie                                                                                |
| ---------------- | ----------- | --------- | ---------------------------------------------------------------------------------------- |
| Jorge Pineda     | -60kg (m)   | DNF       | drukken: 11de met 95kg trekken: geen geldige poging                                      |
| Ney López        | -67,5kg (m) | 9e        | drukken: 11de met 110kg trekken: 9de met 107,5kg stoten: 8ste met 140kg totaal: 357,5kg  |
| Carlos Caballero | -75kg (m)   | 15e       | drukken: 18de met 105kg trekken: 10de met 112,5kg stoten: 12de met 140kg totaal: 357,5kg |

### Schermen
| Olympiër         | Discipline | Resultaat | Prestatie                                   |
| ---------------- | ---------- | --------- | ------------------------------------------- |
| Jaime Duque      | degen (m)  | 75e       | 1ste ronde groep 7: 7de met 0 overwinningen |
| Emilio Echeverry | degen (m)  | 37e       | 1ste ronde groep 1: 4de met 3 overwinningen |
| Jaime Duque      | floret (m) | 46e       | 1ste ronde groep 10: 4de met 1 overwinning  |
| Emilio Echeverry | floret (m) | 71e       | 1ste ronde groep 12: 6de met 1 overwinning  |
| Jaime Duque      | sabel (m)  | 64e       | 1ste ronde groep 5: 6de met 0 overwinningen |
| Emilio Echeverry | sabel (m)  | 67e       | 1ste ronde groep 8: 6de met 0 overwinningen |

### Schoonspringen
| Olympiër         | Discipline   | Resultaat | Prestatie                         |
| ---------------- | ------------ | --------- | --------------------------------- |
| Federico Andrade | 3m plank (m) | 29e       | voorronde: 29ste met 41,43 punten |

### Schietsport
| Olympiër            | Discipline                 | Resultaat | Prestatie                                                |
| ------------------- | -------------------------- | --------- | -------------------------------------------------------- |
| José María Vallsera | 50m geweer 3 houdingen (m) | 56e       | kwalificatie groep 1: 29ste met 527 punten (189-181-157) |
| Noe Balvin          | 50m pistool (m)            | 59e       | kwalificatie groep 1: 29ste met 323 punten (84-81-82-76) |
| Fernando Hoyos      | 50m pistool (m)            | 60e       | kwalificatie groep 1: 31ste met 319 punten (85-71-86-77) |

### Wielersport
| Olympiër                                                       | Discipline         | Resultaat | Prestatie |
| Baan                                                           | Baan               | Baan      | Baan |
| -------------------------------------------------------------- | ------------------ | --------- | --- |
| Mario Vanegas                                                  | sprint (m)         | 9e        | 1ste ronde serie 4: W van GBR Barton: 12,4 2de ronde serie 5: 3de 2de ronde herkansingen: 1ste in 11,8 2de ronde herkansingen finale: V van ITA Gasparella |
| Diego Calero                                                   | tijdrit (m)        | 22e       | 1.14,18 |
| Weg                                                            |                    |           | |
| Rubén Darío Gómez                                              | wegwedstrijd (m)   | 27e       | 4:20.57 |
| Ramón Hoyos                                                    | wegwedstrijd (m)   | 48e       | 4:21.58 |
| Pablo Hurtado                                                  | wegwedstrijd (m)   | DNF       | niet gefinisht |
| Hernán Medina                                                  | wegwedstrijd (m)   | 28e       | 4:20.57 |
| Rubén Darío Gómez Roberto Buitrago Pablo Hurtado Hernán Medina | ploegentijdrit (m) | 16e       | 2:25.39,88 |

Afghanistan · Argentinië · Australië · Bahama's · België · Bermuda · Birma · Brazilië · Brits-Guiana · Bulgarije · Canada · Ceylon · Chili · Colombia · Cuba · Denemarken · Duits eenheidsteam · Ethiopië · Fiji · Filipijnen · Finland · Frankrijk · Ghana · Griekenland · Groot-Brittannië · Haïti · Hongarije · Hongkong · Ierland · IJsland · India · Indonesië · Irak · Iran · Israël · Italië · Japan · Joegoslavië · Kenia · Libanon · Liberia · Liechtenstein · Luxemburg · Malakka · Malta · Marokko · Mexico · Monaco · Nederland · Nederlandse Antillen · Nieuw-Zeeland · Nigeria · Noorwegen · Oeganda · Oostenrijk · Pakistan · Panama · Peru · Polen · Portugal · Puerto Rico · Roemenië · San Marino · Singapore · Soedan · Sovjet-Unie · Spanje · Suriname · Taiwan · Thailand · Tsjecho-Slowakije · Tunesië · Turkije · Uruguay · Venezuela · Verenigde Arabische Republiek · Verenigde Staten · Vietnam · West-Indische Federatie · Zuid-Afrika · Zuid-Korea · Zuid-Rhodesië · Zweden · Zwitserland